# Месје 13
Месје 13 (М13) је збијено звездано јато у сазвежђу Херкул које се налази у Месјеовом каталогу објеката дубоког неба.
Деклинација објекта је + 36° 27' 39" а ректасцензија 16h 41m 41,5s. Привидна величина (магнитуда) објекта М13 износи 5,8. М13 је још познат и под ознакама NGC 6205, GCL 45, Hercules cluster.